# Réserve naturelle régionale des Gorges de San Venanzio
La réserve naturelle régionale des Gorges de San Venanzio est un espace naturel protégé créé dans les Abruzzes, dans la province de L'Aquila,.

## Territoire

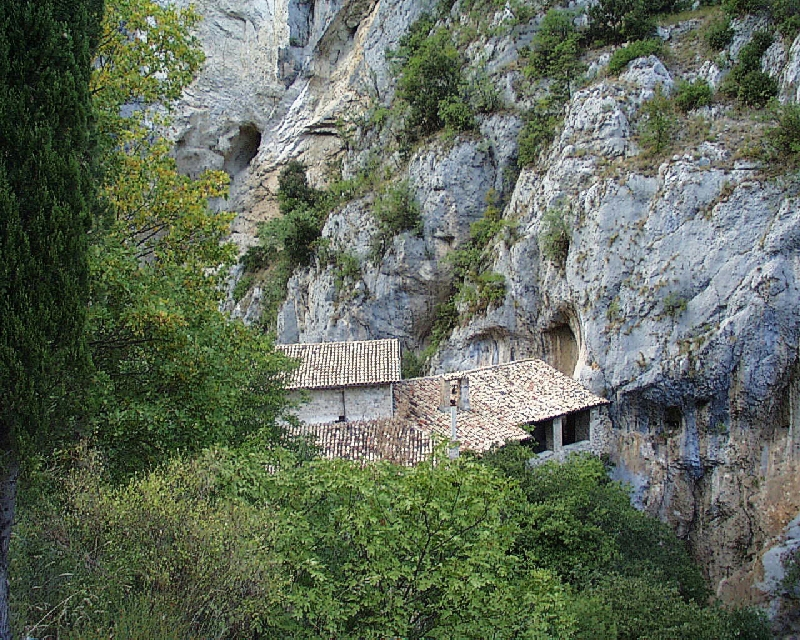
Ermitage San Venanzio.

La réserve naturelle est située dans la commune de Raiano. Elle coïncide en grande partie avec le site d'importance communautaire du Réseau Natura 2000 du même nom et constitue un corridor écologique de première importance entre le parc national de la Majella et le parc naturel régional du Sirente-Velino, hébergeant un patrimoine riche et important de biodiversité. La sortie du fleuve Aterno-Pescara des gorges, caractérisée par la présence de l'ermitage San Venanzio, marque la transition vers la plaine alluviale fertile et verdoyante, caractérisée par des terres cultivées et des zones riveraines boisées.
La réserve peut être visitée grâce à un réseau de sentiers qui traverse tous les points d'intérêt.

## Flore

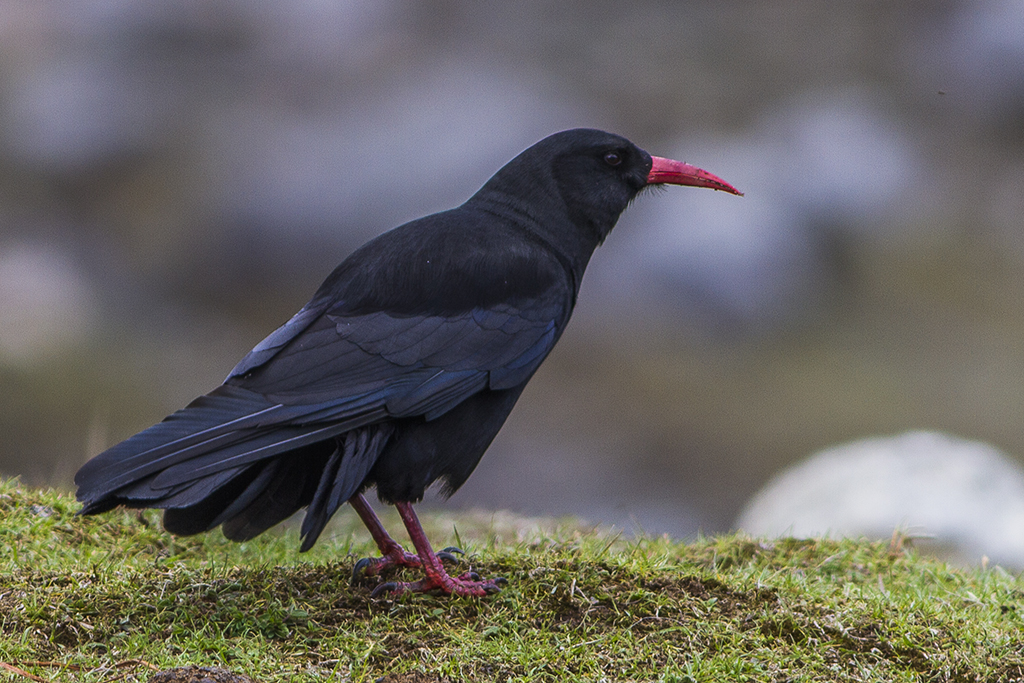
Crave au bec rouge.

Le paysage végétal comprend des aspects de haute valeur botanique et phytogéographique. Les formations sont constituées de bois, de maquis et de garrigues, de pâturages, d'arbrisseaux, de végétation riveraine et de végétation rocheuse.

## Faune
Les gorges profondes et étroites de la rivière Aterno Pescara représentent un environnement parfaitement préservé, où les parois calcaires abruptes constituent l'habitat idéal pour l'aigle royal, le faucon lanier, le faucon pèlerin et le crave à bec rouge.

## Galerie

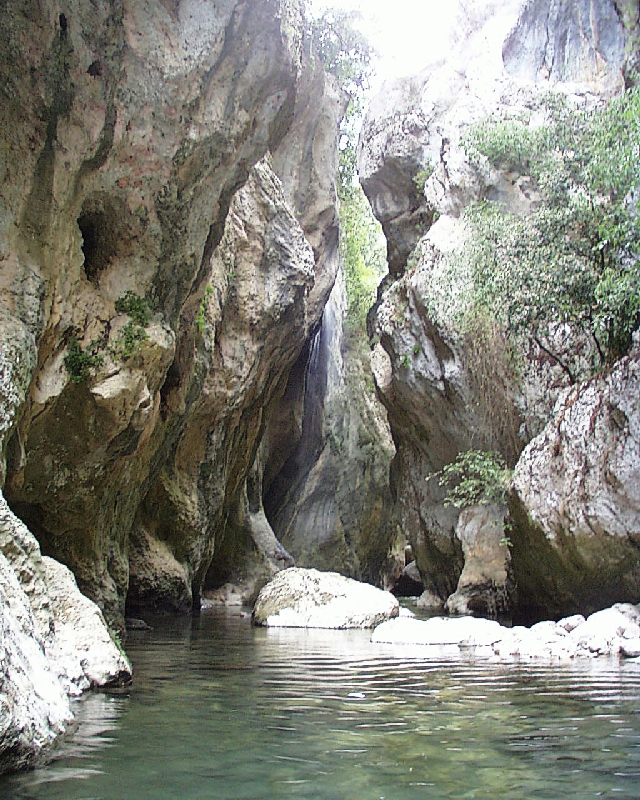
La rivière Aterno-Pescara.
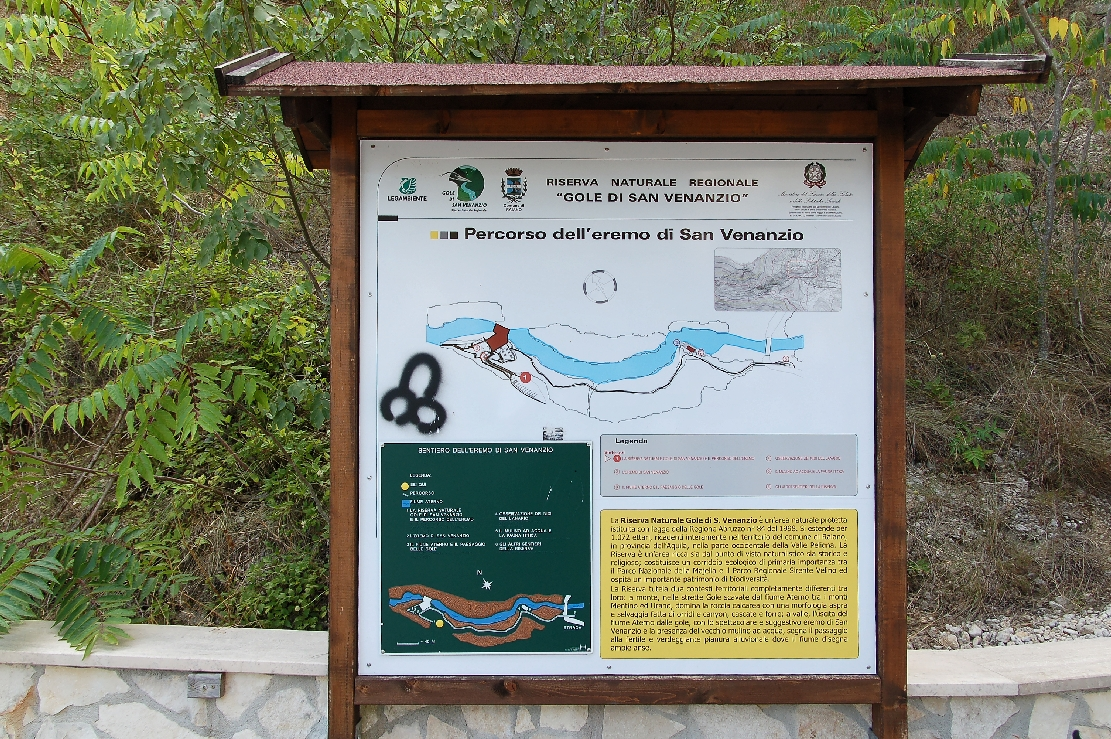
Panneau de la réserve.